# نينجاغو: نهوض التنانين
نينجاغو: نهوض التنانين (بالإنجليزية: Ninjago: Dragons Rising)‏ هو مسلسل رسوم متحركة تلفزيوني دنماركي كندي من إنتاج ليغو غروب وولدبرين ستوديوز. المسلسل مبني على ليغو نينجاغو، ويعتبر المسلسل تتمة لمسلسل ليغو نينجاغو: أبطال السبينجيتسو. عرض المسلسل لأول مرة في 1 يونيو من عام 2023.

## وصلات خارجية
- نينجاغو: نهوض التنانين على موقع IMDb (الإنجليزية)
- نينجاغو: نهوض التنانين على موقع نتفليكس (الإنجليزية)
- نينجاغو: نهوض التنانين على موقع كينوبويسك (الروسية)
- نينجاغو: نهوض التنانين على موقع ألو سيني (الفرنسية)
- نينجاغو: نهوض التنانين على موقع قاعدة بيانات الفيلم (الإنجليزية)